# 日本化工機材
日本化工機材株式会社（にっぽんかこうきざい、英文名称NIPPON KAKO-KIZAI CO.,LTD.）は、紙製品や乾燥剤の製造を行う企業。

## 主な製品
- 角紙管・丸紙管
- 紙製緩衝材 - 電子機器や精密機器の梱包に用いられる。古紙を原料としており、合成樹脂製緩衝材に比べてリサイクルが容易である。
- 合成樹脂製緩衝材
- 紙製建装材
- 乾燥剤・吸着剤 - シリカゲル・ゼオライト・活性炭など
- 防錆関連製品

## 事業所
- 本社・工場 - 神奈川県相模原市中央区渕野辺1-20-8
- 東京営業所 - 東京都中央区八丁堀1-11-3　 DiaResto Tokyo Bldg.　7階
- 埼玉営業所 - 埼玉県入間市狭山ヶ原357
- 山梨工場 - 山梨県韮崎市穂坂町宮久保702
- 栃木工場 - 栃木県下都賀郡壬生町藤井1066-3

他にマレーシアとタイ、中国天津に現地法人による工場開設。

## 沿革
- 1962年 - 会社設立、シリカゲルの加工・販売開始。ピアノの保護材として、シート状に加工したシリカゲルを製造していた。
- 1964年 - 電電公社（当時）や通信機器メーカーからケーブル接点防湿用乾燥剤を受注する。
- 1970年 - 世界初の角紙管の製造開始。
- 1990年 - 太陽工業株式会社の全経営を引き受ける。
- 1995年 - マレーシアに「AXIS VERSATILE SDN.BHD.」設立。
- 1999年 - 本社・相模原工場　IS14001　認証取得。
- 2001年 - タイに「NK-AXIS（THAILAND）CO.,LTD.」設立。
- 2003年 - 世界で初めてリニア方式の角紙管製造技術開発、耐圧強度50%アツプに成功。
- 2004年 - 山梨工場ISO9001認証取得。
- 2006年 - 埼玉工場ISO14001認証取得。
- 2007年 - 中国に「天津日科功能材料有限公司」を設立。
- 2009年 - タイに「NK-AXIS Packaging CO.,LTD.」を設立。
- 2011年 - 日本化工機材株式会社　創立５０周年。
- 2019年 - タイに「NK-AXIS Future Tech CO.,LTD.」設立。